# 彼得·阿特金斯
彼得·威廉姆·阿特金斯（Peter Atkins，1940年8月10日—），英国化学家，牛津大学林肯学院化学教授。他是一系列化学教科书的作者，如入选牛津通识读本的《物理化学》、《无机化学》等。他还是一名科普作家，著有《伽利略的手指》（Galileo's Finger: The Ten Great Ideas of Science）、《周期王国》（The Periodic Kingdom: A journey into the land of the chemical elements）、《存在与科学：一位科学家对存在大问题的探索》（On Being: A Scientist's Exploration of the Great Questions of Existence）等。他是一名无神论者，并支持理查德·道金斯的许多观点。